# Робинсон, Яков
Яков Робинсон вариант Робинзон (28 ноября 1889, Сейрияй — 24 октября 1977, Нью-Йорк) — юрист, специалист по международному праву, публицист.

## Биография
Брат Нехемье (Немиаха) Робинзона. В 1914 году окончил юридическую школу Варшавского университета. Во время Первой мировой войны (1914—1918) служил в армии. В 1922—1926 годах член еврейской фракции депутатов Литовского сейма Первого, Второго и Третьего созывов. В 1931—1933 годах консультант Министерства иностранных дел Литвы. Один из руководителей литовского еврейства, участвовал в различных общественных организациях.
С начала 1920-х годов начал проявлять себя как публицист. В 1919—1940 редактор газеты «Ди идише штиме» (Каунас), автор проблемных статей и работ по международному праву. Публиковался в журнале «ИВО-блетер» и других периодических изданиях на идише. В 1940 году переехал в США, где преподавал в Колумбийском университете, а с 1941 года директор Института по еврейским делам при Всемирном еврейском конгрессе в Нью-Йорке. Возглавлял работу по составлению библиографии литературы по Холокосту. Всего на идише, иврите и английском языках с 1960 по 1974 год опубликовано 14 томов.

## Примечание
1. ↑  По другим данным — Тауроген Ковенской губернии (Робинзон Яков // Российская еврейская энциклопедия / Главный редактор Г. Г. Брановер. — Москва: Российская академия естественных наук, Российско-израильский знциклопедический центр «ЭПОС».)
2. ↑  Michael R. Marrus. The Nuremberg Trials: International Criminal Law Since 1945. — De Gruyter Saur, 2006. — С. 64. — 320 с. — ISBN 9783598117565.